# Arène des Jeux d’hiver de l’Arctique
 (janvier 2025).
 (janvier 2025).
Si vous disposez d'ouvrages ou d'articles de référence ou si vous connaissez des sites web de qualité traitant du thème abordé ici, merci de compléter l'article en donnant les références utiles à sa vérifiabilité et en les liant à la section « Notes et références ».
L'arène des Jeux d’hiver de l’Arctique est une arène polyvalente de 2 500 places située à Iqaluit, dans le Nunavut, au Canada. Il a ouvert ses portes au public en octobre 2001. Cet aréna a d’abord été construit pour accueillir les épreuves de hockey et de patinage de vitesse des Jeux d’hiver de l’Arctique de 2002, mais il est maintenant utilisé comme centre pour les jeunes et pour accueillir de grands événements communautaires.
Le lieu a accueilli l’émission Hockey Day in Canada de CBC Television en 2003 et un concert des White Stripes en 2007. L’arène a également été le théâtre de quatre événements de lutte professionnelle, mettant en vedette les superstars de la WWE Christian et Gail Kim, ainsi que Traci Brooks, Robert Roode et Rhyno en 2008.
La surface de l’aréna était devenue inutilisable (pour la glace) après qu’une partie du sol se soit affaissée en 2006 cependant, le 18 août 2009, 2,2 millions de dollars ont été alloués par le gouvernement du Canada pour réparer la surface.